# Connellia quelchii
Espèce
Connellia quelchii est une plante de la famille des Bromeliaceae, endémique du Venezuela.

## Distribution
L'espèce est endémique de l'État de Bolívar au Venezuela.